# Горбаренко, Пётр Спиридонович
Горбаре́нко Пётр Спиридо́нович (укр. Горбаре́нко Петро́ Спиридо́нович; 1 мая 1935, Каменечье, Киевская область — 4 ноября 1987, Винница) — украинский советский журналист, публицист, редактор, литератор, краевед. Заслуженный журналист УССР (1987).
Член Союза журналистов УССР с 1961 года. Делегат V съезда Союза журналистов УССР (1982).

## Биография
Родился 1 мая 1935 года в селе Каменечье.
Трудовой путь начал в 1954 году проходчиком очистного забоя в угольной шахте на Донбассе, параллельно обучаясь в Криворожском горнорудном институте.
В журналистике дебютировал в конце 1955 года как литературный работник шахтёрской многотиражки. После переезда в 1956 году на Западную Украину возглавил отдел сельского хозяйства районной газеты «Ленінське слово» (пгт Обертин Станиславской области). Позже занимал должности ответственного секретаря, заведующего отделом, заместителя редактора, редактора ряда газет в Кировоградской и Винницкой областях УССР.
В 1964 году поступил в Винницкий государственный педагогический институт имени Н. Островского. В 1966 году перевёлся на заочное отделение филологического факультета Киевского государственного университета имени Т. Шевченко, который окончил с отличием в 1970 году. Ещё в студенческие годы привлекался к научной работе — подготовил и опубликовал два монографических труда по краеведческой тематике. После непродолжительной учёбы в аспирантуре был вынужден, по семейным обстоятельствам, вернуться на Винничину к журналистской работе.
С 1968 года работал в газете «Вінницька правда»: в 1968—1974 годах — собственный корреспондент, в 1974—1987 годах — заведующий отделами: партийной жизни, промышленности, сельского хозяйства.
Умер 4 ноября 1987 года в городе Винница, где и похоронен на Аллее Славы Центрального кладбища.

## Творческая деятельность
Автор двух монографий и многих публикаций в периодике по краеведческой тематике.
Автор исторической повести, нескольких сборников стихов и рассказов, одной художественно-документальной и двух художественно-публицистических книг, а также многочисленных журнальных («Донбасс», «Жовтень», «Ранок», «Советская потребительская кооперация», «Соціалістична культура», «Хлібороб України», «Україна») и газетных («Вінницька правда», «Комсомольське плем'я», «Правда», «Прикарпатська правда», «Радянська Україна», «Сільські вісті» и др.) интервью, репортажей, статей, эссе, новелл и очерков.
Более тридцати лет его имя появлялось на страницах районных (Бершадь, Липовец, Михайлов, Новоархангельск, Обертин, Тывров, Тростянец, Тульчин), областных (Винница, Кировоград, Рязань, Станислав), республиканских (Киев) и всесоюзных (Москва) изданий.

### Публикации
- Непевні розрахунки / Горбаренко П. С. // Радянська Україна. — 1961 (19 июля). — С. 3.
- Что даёт специализация / Горбаренко П. С. // Звезда (Михайлов). — 1963 (31 декабря). — С. 1—3.
- Молоді прозаїки Вінниччини: монография / Горбаренко П. С. // Киев: КДУ, 1969.
- Лирика: стихи / Горбаренко П. С. // Донбасс. — 1969. — № 2. — С. 24—29.
- Пришла в село посылка / Горбаренко П. С. // Правда. — 1971 (23 апреля). — С. 2.
- Добридень, земляче! — дорожные заметки [по некрасовским местам] / Горбаренко П. С. // Вінницька правда. — 1971 (10 декабря). — С. 1—2.
- О. Х. Новаківський [к 100-летию со дня роджения художника Алексея Новаковского] / Горбаренко П. С. // Соціалістична культура. — 1972. — № 3. — С. 22—45.
- Творцы хорошего настроения / Горбаренко П. С. // Советская потребительская кооперация. — 1974. — № 6. — С. 9—11.
- Золотий ювілей колгоспної родини [репортаж с празднования 50-летия со дня организации колхоза им. А. Суворова] / Горбаренко П. С. // Вінницька правда. — 1974 (10 декабря). — С. 2—3.
- Ровесник пятирічки / Горбаренко П. С. // Сільські вісті. — 1975 (3 апреля). — С. 2—3.
- Газета і змагання / Горбаренко П. С. // Сільські вісті. — 1975 (11 июня). — С. 1.
- Им говорят спасибо / Горбаренко П. С. // Советская потребительская кооперация. — 1977. — № 12 — С. 14—18.

## Награды
- Заслуженный журналист УССР (1987) — за весомый личный вклад в развитие украинской журналистики, высокое профессиональное мастерство;
- Медаль «Ветеран труда» (1985);
- Журналистская премия имени Константина Гришина (1981 — первая премия);
- Лауреат литературного конкурса «Равнение — на Флаг Победы» газеты «Комсомольське плем'я» и Винницкого областного комитета ДОСААФ (1975 — вторая премия);
- Около 30 наград, дипломов, почётных грамот, благодарностей и т.п.